# Felipe Gallegos
Pour les articles homonymes, voir Gallegos.
Luis Felipe Gallegos est un footballeur chilien né le 3 décembre 1991 à Copiapó. Il évolue au poste de milieu de terrain au sein de Universidad de Chile.

## Palmarès
- Vainqueur de la Copa Sudamericana en 2011 avec l'Universidad de Chile
- Champion du Chili en 2011 (Tournoi d'ouverture), en 2011 (Tournoi de clôture) et en 2012 (Tournoi d'ouverture) avec l'Universidad de Chile